# Anthony Perez
Anthony Perez (Toulouse, 22 de abril de 1991) es un ciclista profesional francés que desde 2016 corre para el equipo Cofidis.

## Palmarés
2017
- 1 etapa del Tour de Luxemburgo
- 1 etapa del Tour de Gévaudan Languedoc-Roussillon

2018
- 1 etapa del Tour de Luxemburgo[1]

2020
- 1 etapa del Tour de los Alpes Marítimos y de Var

2022
- Clásica de Loire-Atlantique

2023
- La Drôme Classic

## Resultados en Grandes Vueltas
Durante su carrera deportiva ha conseguido los siguientes puestos en las Grandes Vueltas. 
| Carrera | Carrera         | 2016 | 2017 | 2018 | 2019 | 2020 | 2021 | 2022 | 2023 | 2024 | 2025  |
| ------- | --------------- | ---- | ---- | ---- | ---- | ---- | ---- | ---- | ---- | ---- | ----- |
|         | Giro de Italia  | —    | —    | —    | —    | —    | —    | 88.º | —    | —    | 124.º |
|         | Tour de Francia | —    | —    | 85.º | 87.º | Ab.  | 86.º | 83.º | Ab.  | —    | —     |
|         | Vuelta a España | —    | 80.º | —    | —    | —    | —    | —    | —    | —    | —     |

—: no participa

Ab.: abandono